# Němčice (ort i Tjeckien, Plzeň)
Němčice är en ort i Tjeckien.   Den ligger i regionen Plzeň, i den västra delen av landet, 120 km sydväst om huvudstaden Prag. Němčice ligger 512 meter över havet och antalet invånare är 117.
Terrängen runt Němčice är kuperad åt sydost, men åt nordväst är den platt. Runt Němčice är det ganska glesbefolkat, med 28 invånare per kvadratkilometer. Närmaste större samhälle är Klatovy, 16,0 km öster om Němčice. I omgivningarna runt Němčice växer i huvudsak blandskog.